# シャンハイ (ウェストバージニア州)
シャンハイ（Shanghai）は、アメリカ合衆国ウェストバージニア州バークレー郡にある非法人地域。リーディング尾根（Leading Ridge）とノースマウンテン尾根の間に位置するバッククリークに抱かれた地域である。この地域はウェストバージニア第二州道7号（バッククリークバレー道路、英語: Back Creek Valley Road）と第二州道18号（トスカローラ・パイク、英語: Tuscarora Pike）の交差点の付近にあり、シャンハイ・グロサリー（Shanghai Grocery）という商店がある。
シャンハイにあるボールドウィン＝グランサム・ハウスは、アメリカ合衆国国家歴史登録財に登録されている。